# Was wir der Zukunft schulden
Was wir der Zukunft schulden (engl. What We Owe the Future) ist ein 2022 in den USA erschienenes Sachbuch von William MacAskill. Wie der Untertitel sagt, geht es um die Frage: Warum wir jetzt darüber entscheiden, ob wir die nächste Million Jahre positiv beeinflussen.

## Inhalt
Auf Grundlage einer Analyse der existentiellen Risiken für die Menschheit, wie dem Klimawandel, der vom Menschen verursachten Krankheitserreger, der Kernwaffen und der Künstlichen Intelligenz stellt MacAskill fest, dass die heutige Generation der Menschheit an einem entscheidenden Moment der Menschheitsgeschichte angelangt sei, an dem das Schicksal der Welt maßgeblich von den heutige Entscheidungen abhänge. Er gibt anschließend Handlungsempfehlungen und plädiert für Langfristigkeit, d. h. die Ansicht, dass die positive Beeinflussung der langfristigen Zukunft – nicht nur der heutigen oder der nächsten Generation, sondern der potenziell Billionen von Menschen, die noch kommen werden – eine zentrale moralische Priorität sei.
Das Buch ist in fünf Teile gegliedert:
- Langfristig denken
- Kurskorrekturen
- Der Erhalt der Zivilisation
- Kommt das Ende der Welt?
- Handeln

## Rezeption
Das Buch wurde von MacAskill in The New York Times, Foreign Affairs und der BBC vorgestellt. Es wurde von Persönlichkeiten wie Elon Musk und Stephen Fry gelobt. The Guardian nannte es unverblümt optimistisch und erfrischend realistisch – es sei ein philosophischer Leitfaden für ein ethisches Leben in gefährlichen Zeiten. Publishers Weekly bewertete es als umfassende Analyse der Gefahren unserer Zeit, die meisterhaft die Schnittpunkte von Technologie, Wissenschaft und Politik auslote und gleichzeitig faszinierende Einblicke in die mögliche Zukunft der Menschheit biete.
Der Spiegel bezeichnet die Zukunftsszenarien des Buches als „falsch“. Manche Aussagen des Buches seien „unausgegoren“ oder „verrückt“. Der Rezensent Christian Stöcker verwirft die „Ideologie des Longtermism“ im Grundsatz. Es handele sich um eine „neue Leitideologie des Silicon Valleys“ – sie sei „so verfehlt wie die, dass jetzt nur noch Schrumpfen oder Untergang angezeigt seien“. Stöcker schreibt, dass „manche (privilegierte, gebildete, im Zweifel weiße) Menschen in Industrienationen die Grundfrage, 'was wir der Zukunft schulden', in selbstwertdienlicher Weise“ benutzen würden. Stöcker begründet diese Kritik mit einem Zitat aus einer vom Spiegel verlinkten Doktorarbeit aus dem Jahr 2013 an der Rutgers University, mit der jedoch – soweit ersichtlich – weder MacAskill noch das Buch in Zusammenhang stehen.
Die Süddeutsche Zeitung findet es gemäß MacAskills Theorie durchaus sinnvoll, bei bestimmten Themen zukünftiges Glück gegen gegenwärtiges Leid abzuwägen. Manchmal ergäbe der Ansatz durchaus Sinn, wenn die Ungewissheit über die Folgen des Klimawandels eher zu mehr denn zu weniger Vorsicht führen sollten. Was jedoch unter den Tisch falle, kritisiert Philipp Bovermann in seiner Rezension, seien Machtfragen, da der Autor durchweg aus der Perspektive derer schreibe, die das Sagen haben. Spätestens, wenn MacAskill sich von Elon Musk vereinnahmen lasse und zustimmend Donald Rumsfeld zitiere, möchte der Rezensent nicht mehr mitgehen. Der Ton des Buches sei „freundlich, adrett, ein bisschen klassenprimushaft.“
Im Deutschlandfunk rezipierte Matthias Bertsch aus den verschiedenen Themen des Buches vor allem den Ansatz des Longtermism und die Rolle des technologischen Fortschritts beim menschlichen Streben nach Glück. Das Buch zeichne „überzeugend“ die Chancen und Risiken der Künstlichen Intelligenz und sei „bestens recherchiert“.
Die Wochenzeitung Der Freitag nannte es ein „Manifest von enormer Sprengkraft“ und druckte das Einleitungskapitel des Buches ab.

## Deutsche Ausgabe
- Was wir der Zukunft schulden: Warum wir jetzt darüber entscheiden, ob wir die nächste Million Jahre positiv beeinflussen. Siedler Verlag 2023, ISBN 978-3827501790 (übersetzt von Jürgen Neubauer)